# أوليفر ناسن
أوليفر ناسن (بالفرنسية: Oliver Naesen) (و. 1990  م) هو راكب دراجة هوائية، من بلجيكا، ولد في أوستند، شارك في سباق طواف فرنسا 2017.

## سباقات أو مراحل فاز بها
| التاريخ        | السباق                                  | المركز                  |
| -------------- | --------------------------------------- | ----------------------- |
| 14 مايو 2014   | 2014 Puivelde Koerse                    |                         |
| 08 يونيو 2014  | 2014 Memorial Philippe Van Coningsloo   | الثالث في التصنيف العام |
| 10 أكتوبر 2014 | 2014 Zwevezele Koers                    |                         |
| 15 مارس 2015   | 2015 Omloop van het Waasland            |                         |
| 31 مايو 2015   | طواف بلجيكا 2015                        | السابع في التصنيف العام |
| 07 يونيو 2015  | طواف لوكسمبورغ 2015                     |                         |
| 02 أغسطس 2015  | بولينورماند 2015                        |                         |
| 18 أغسطس 2015  | غروت بريجس ستاد زوتيجم 2015             |                         |
| 30 أغسطس 2015  | شال سيلس مركسم 2015                     |                         |
| 27 سبتمبر 2015 | جوويكس بيجل 2015                        |                         |
| 04 أكتوبر 2015 | طواف فونديه 2015                        | العاشر في التصنيف العام |
| 25 أغسطس 2016  | 2016 Grote Prijs Lucien Van Impe        |                         |
| 28 أغسطس 2016  | جي بي واست-فرنسا 2016                   | الأول في التصنيف العام  |
| 25 يونيو 2017  | سباق الطريق للرجال في بطولة بلجيكا 2017 |                         |
| 25 يوليو 2017  | 2017 Natourcriterium Roeselare          |                         |
| 29 مايو 2018   | 2018 Gullegem Koerse                    |                         |
| 23 أغسطس 2018  | 2018 Grote Prijs Lucien Van Impe        |                         |
| 26 أغسطس 2018  | جي بي واست-فرنسا 2018                   | الأول في التصنيف العام  |
| 16 أغسطس 2022  | 2022 Heusden Koers                      |                         |

## روابط خارجية
- أوليفر ناسن على موقع الاتحاد الدولي للدراجات (الإنجليزية)
- أوليفر ناسن على موقع أرشيف الدراجات (الإنجليزية)
- أوليفر ناسن على موقع إحصائيات الدراجات الإحترافية (الإنجليزية)
- أوليفر ناسن على موقع نسبة الدراجات (الإنجليزية)
- أوليفر ناسن على موقع CycleBase (الإنجليزية)